# Anacronicta sumatrana
Anacronicta sumatrana är en fjärilsart som beskrevs av Kobes 1985. Anacronicta sumatrana ingår i släktet Anacronicta och familjen Pantheidae. Inga underarter finns listade i Catalogue of Life.